# Andelsprincipperne
Andelsprincipperne er en række principper Andelsbevægelsen arbejder efter.
Andelsprincipperne er foreningen af at mange ofte små eller mellemstore producenter eller forbrugere samvirker på et økonomisk område, således at et evt. udbyttet fordeles i forhold til den enkeltes produktion eller forbrug inden for foreningen eller selskabet.
Ledelsen er valgt af medlemmer, der hver har en stemme uanset sin økonomiske indsats, og består af medlemmer. Derudover er der stadig fri tilgang af nye medlemmer inden for distriktet.
Læs mere om bl.a. hvor principperne stammer fra her.
 Denne artikel bør gennemlæses af en person med fagkendskab for at sikre den faglige korrekthed.